# Riu Salvatge Alagnak
El Riu Salvatge Alagank (Alagnak Wild River) constitueix una unitat oficial gestionada pel Servei de Parcs Nacionals que es localitza a la península d'Alaska al sud-oest d'Alaska (Estats Units). Protegeix el riu Alagnak que neix al llac Kukaklek dins de la Reserva Nacional de Katmai. És un afluent del riu Kvichak. S'ofereix 69 quilòmetres de ràfting per aigües braves. El riu també es destaca per l'abundant vida silvestre i la pesca esportiva incloent cinc espècies de salmó.
El riu Alagnak és inaccessible per carretera i s'ha d'arribar amb avió o barca. L'Alagnak es pot accedir directament a través de vols de taxi aeri d'Anchorage, King Salmon i altres localitats. Hi ha vols comercials programats a King Salmon, que serveix com la seu administrativa d'aquesta unitat del Servei de Parcs Nacionals. No hi ha instal·lacions gestionades pel NPS dins dels límits del Riu Salvatge Alagnak. No obstant això, hi ha diverses cases rurals situades en terrenys privats al llarg del riu: Royal Wolf Lodge, Alaska Trophy Adventures, Katmai Lodge i Branch River Lodge. Aquests allotjaments són només accessibles amb avió, però generalment ofereixen menjars i serveis de pesca guiada.